# Faeröers voetbalelftal in 1995
Het Faeröers voetbalelftal speelde in totaal acht interlands in het jaar 1995, waarvan zeven duels in de kwalificatiereeks voor het EK voetbal 1996 in Engeland. De nationale selectie stond voor het tweede opeenvolgende jaar onder leiding van de Deense bondscoach Allan Simonsen, de opvolger van de eind 1993 opgestapte Páll Guðlaugsson. Op de in 1993 geïntroduceerde FIFA-wereldranglijst steeg Faeröer in 1995 van de 133ste (januari 1995) naar de 120ste plaats (december 1995).

## Balans
| Wedstrijden | Wedstrijden | Wedstrijden | Wedstrijden | Doelpunten | Doelpunten | Doelpunten | Punten |
| Gespeeld    | Winst       | Gelijk      | Verlies     | Voor       | Tegen      | Saldo      | Punten |
| ----------- | ----------- | ----------- | ----------- | ---------- | ---------- | ---------- | ------ |
| 8           | 2           | 0           | 6           | 8          | 22         | –14        | 0.500  |

## Interlands
|                                                            |         |                                                                             |         |                                                                            |
| 26 april EK-kwalificatie № 30 «onderlinge duels» 20:00 uur | Faeröer | 0 – 4                                                                       | Finland | Svangaskarð, Toftir Toeschouwers: 1.338 Scheidsrechter: Alan Howells (WAL) |
| 26 april EK-kwalificatie № 30 «onderlinge duels» 20:00 uur |         | 54' Ari Hjelm 74' Mika-Matti Paatelainen 77' Janne Lindberg 82' Petri Helin |         | Svangaskarð, Toftir Toeschouwers: 1.338 Scheidsrechter: Alan Howells (WAL) |

|                                                         |                                                                     |       |         |                                                                                                   |
| 6 mei EK-kwalificatie № 31 «onderlinge duels» 18:00 uur | Rusland                                                             | 3 – 0 | Faeröer | Olympisch Stadion Loezjniki, Moskou Toeschouwers: 5.024 Scheidsrechter: Sergo Kvaratskhelia (GEO) |
| 6 mei EK-kwalificatie № 31 «onderlinge duels» 18:00 uur | Valeriy Kechinov 53' Nikolay Pisarev 72' Moechsin Moechamadnjev 80' |       |         | Olympisch Stadion Loezjniki, Moskou Toeschouwers: 5.024 Scheidsrechter: Sergo Kvaratskhelia (GEO) |

|                                                          |                                                               |       |            |                                                                              |
| 25 mei EK-kwalificatie № 32 «onderlinge duels» 17:00 uur | Faeröer                                                       | 3 – 0 | San Marino | Svangaskarð, Toftir Toeschouwers: 3.450 Scheidsrechter: Brendan Shorte (IRL) |
| 25 mei EK-kwalificatie № 32 «onderlinge duels» 17:00 uur | Jens Kristian Hansen 6' Jens Rasmussen 9' Julian Johnsson 52' |       |            | Svangaskarð, Toftir Toeschouwers: 3.450 Scheidsrechter: Brendan Shorte (IRL) |

|                                                          |         |                                      |           |                                                                               |
| 7 juni EK-kwalificatie № 33 «onderlinge duels» 20:00 uur | Faeröer | 0 – 2                                | Schotland | Svangaskarð, Toftir Toeschouwers: 3.881 Scheidsrechter: Vladimír Hriňák (SVK) |
| 7 juni EK-kwalificatie № 33 «onderlinge duels» 20:00 uur |         | 25' Billy McKinlay 29' John McGinlay |           | Svangaskarð, Toftir Toeschouwers: 3.881 Scheidsrechter: Vladimír Hriňák (SVK) |

|                                                            |                                         |       |         |                                                                                        |
| 2 juli Vriendschappelijk № 34 «onderlinge duels» 17:00 uur | IJsland                                 | 2 – 0 | Faeröer | Norðfjarðarvöllur, Neskaupstaður Toeschouwers: 1.000 Scheidsrechter: Hugh Dallas (SCO) |
| 2 juli Vriendschappelijk № 34 «onderlinge duels» 17:00 uur | Ólafur Thórdarson 8' Gunnar Oddsson 47' |       |         | Norðfjarðarvöllur, Neskaupstaður Toeschouwers: 1.000 Scheidsrechter: Hugh Dallas (SCO) |

|                                                               |                                       |       | |                                                                           |
| 6 september EK-kwalificatie № 35 «onderlinge duels» 18:00 uur | Faeröer                               | 2 – 5 | Rusland                                                                                            | Svangaskarð, Toftir Toeschouwers: 1.792 Scheidsrechter: Alan Snoddy (NIR) |
| 6 september EK-kwalificatie № 35 «onderlinge duels» 18:00 uur | Henning Jarnskor 12' Todi Jónsson 53' |       | 9' Aleksandr Mostovoj 60' Sergey Kiryakov 65' Igor Kolyvanov 83' Illya Tsymbalar 88' Igor Shalimov | Svangaskarð, Toftir Toeschouwers: 1.792 Scheidsrechter: Alan Snoddy (NIR) |

|                                                              |                     |       |                                                    |                                                                                 |
| 11 oktober EK-kwalificatie № 36 «onderlinge duels» 20:30 uur | San Marino          | 1 – 3 | Faeröer                                            | Stadio Olimpico, Serravalle Toeschouwers: 928 Scheidsrechter: Roland Beck (LIE) |
| 11 oktober EK-kwalificatie № 36 «onderlinge duels» 20:30 uur | Mauro Valentini 52' |       | 42' Todi Jónsson 45' Todi Jónsson 59' Todi Jónsson | Stadio Olimpico, Serravalle Toeschouwers: 928 Scheidsrechter: Roland Beck (LIE) |

|                                                               |                                                                                                 |       |         | |
| 15 november EK-kwalificatie № 37 «onderlinge duels» 19:30 uur | Griekenland                                                                                     | 5 – 0 | Faeröer | Theodoros Vardinogiannis Stadion, Heraklion Toeschouwers: 9.088 Scheidsrechter: Mitko Mitrev (BUL) |
| 15 november EK-kwalificatie № 37 «onderlinge duels» 19:30 uur | Giorgos Donis 58' Demis Nikolaidis 62' Nikos Machlas 66' Giorgos Donis 75' Vasilis Tsiartas 80' |       |         | Theodoros Vardinogiannis Stadion, Heraklion Toeschouwers: 9.088 Scheidsrechter: Mitko Mitrev (BUL) |

## FIFA-wereldranglijst
| JAN | FEB | MAR | APR | MEI | JUN | JUL | AUG | SEP | OKT | NOV | DEC |
| --- | --- | --- | --- | --- | --- | --- | --- | --- | --- | --- | --- |
| 133 | 136 | 136 | 136 | 137 | 121 | 124 | 126 | 128 | 113 | 116 | 120 |

## Statistieken
| Jens Martin Knudsen   | 1967-06-11 | GÍ Gøta            | 6 | 0 | 0 | 31 | 0 |
| Jákup Mikkelsen       | 1970-08-14 | Herfølge BK        | 2 | 0 | 0 | 2  | 0 |
| Verdediging           |            |                    |   |   |   |    |   |
| Jens Kristian Hansen  | 1971-09-03 | B36 Tórshavn       | 8 | 0 | 1 | 10 | 1 |
| Óli Johannesen        | 1972-05-06 | TB Tvøroyri        | 7 | 0 | 0 | 18 | 0 |
| Janus Rasmussen       | 1965-06-02 | GÍ Gøta            | 7 | 0 | 0 | 9  | 0 |
| Tummas Eli Hansen     | 1966-02-11 | B36 Tórshavn       | 4 | 0 | 0 | 27 | 0 |
| Allan Joensen         | 1974-01-03 | KÍ Klaksvík        | 2 | 2 | 0 | 4  | 0 |
| Jan Dam               | 1968-09-07 | HB Tórshavn        | 2 | 0 | 0 | 24 | 1 |
| Andreas Hansen        | 1966-11-18 | HB Tórshavn        | 1 | 0 | 0 | 1  | 0 |
| Middenveld            |            |                    |   |   |   |    |   |
| Øssur Hansen          | 1971-01-07 | B68 Toftir         | 8 | 0 | 0 | 16 | 0 |
| Henning Jarnskor      | 1972-11-15 | GÍ Gøta            | 6 | 2 | 0 | 11 | 0 |
| Magni Jarnskor        | 1968-11-16 | GÍ Gøta            | 6 | 0 | 0 | 18 | 0 |
| Julian Johnsson       | 1975-02-24 | Vejle BK           | 4 | 1 | 1 | 5  | 1 |
| Jens Erik Rasmussen   | 1968-06-02 | TB Tvøroyri        | 4 | 1 | 1 | 17 | 1 |
| Allan Mørkøre         | 1971-11-22 | KÍ Klaksvík        | 3 | 0 | 0 | 23 | 1 |
| Harley Bertholdsen    | 1969-03-10 | KÍ Klaksvík        | 1 | 2 | 0 | 4  | 0 |
| Djóni Joensen         | 1972-08-21 | NSÍ Runavík        | 1 | 1 | 0 | 4  | 0 |
| Eyðfinn Davidsen      | 1966-01-19 | FS Vágar           | 0 | 1 | 0 | 4  | 0 |
| Aanval                |            |                    |   |   |   |    |   |
| Todi Jónsson          | 1972-02-02 | Lyngby BK          | 6 | 0 | 4 | 21 | 5 |
| Jan Allan Müller      | 1969-07-25 | Esbjerg fB         | 4 | 1 | 0 | 21 | 1 |
| Kurt Mørkøre          | 1969-02-02 | B68 Toftir         | 4 | 0 | 0 | 23 | 1 |
| Kári Reynheim         | 1964-02-15 | HB Tórshavn        | 1 | 1 | 0 | 27 | 2 |
| Súni Fríði Johannesen | 1972-10-20 | B68 Toftir         | 1 | 0 | 0 | 2  | 0 |
| John Petersen         | 1972-04-22 | GÍ Gøta            | 0 | 2 | 0 | 2  | 0 |
| Henri Olsen           | 1963-04-21 | 07 Vestur Sørvágur | 0 | 1 | 0 | 1  | 0 |

FSF · A-internationals · Statistieken · Bondscoaches · Faeröers vrouwenelftal · Faeröer U21 · Faeröer U20 · Faeröer U19 · Faeröer U18 · Faeröer U17 · Faeröer U16
1980 – 1989 ·
1990 – 1999 ·
2000 – 2009 ·
2010 – 2019 ·
2020 – 2029
1988 · 
1989 · 
1990 ·
1991 · 
1992 · 
1993 · 
1994 · 
1995 · 
1996 · 
1997 · 
1998 · 
1999 · 
2000 · 
2001 · 
2002 · 
2003 · 
2004 · 
2005 · 
2006 · 
2007 · 
2008 · 
2009 · 
2010 · 
2011 · 
2012 · 
2013 · 
2014 · 
2015 · 
2016 ·
2017 ·
2018 ·
2019 ·
2020 ·
2021 ·
2022 ·
2023 ·
2024
Albanië ·
Andorra ·
Armenië ·
Azerbeidzjan ·
België ·
Bosnië en Herzegovina ·
Canada ·
Cyprus ·
Denemarken ·
Duitsland ·
Estland ·
Finland ·
Frankrijk ·
Georgië ·
Gibraltar ·
Griekenland ·
Hongarije ·
Ierland ·
IJsland ·
Israël ·
Italië ·
Joegoslavië ·
Kazachstan ·
Kosovo ·
Letland · 
Liechtenstein ·
Litouwen ·
Luxemburg ·
Malta ·
Moldavië ·
Nederland ·
Noord-Ierland ·
Noord-Macedonië ·
Noorwegen ·
Oekraïne ·
Oostenrijk ·
Polen ·
Portugal ·
Roemenië ·
Rusland ·
San Marino ·
Schotland ·
Servië ·
Servië en Montenegro · 
Slovenië ·
Slowakije ·
Spanje ·
Thailand ·
Tsjechië ·
Tsjecho-Slowakije ·
Turkije ·
Wales ·
Zweden ·
Zwitserland